# Und alle haben geschwiegen
Und alle haben geschwiegen ist ein deutscher Fernsehfilm aus dem Jahr 2012, der anhand einer fiktiven Geschichte das Unrecht in der westdeutschen Heimerziehung thematisiert. Der Film basiert auf dem Buch Schläge im Namen des Herrn von Peter Wensierski von 2006. Die Fernsehpremiere erfolgte am 4. März 2013 im ZDF.

## Handlung
2008: Luisa ist aus den USA nach Deutschland zurückgekehrt, um nach jahrzehntelangem Verdrängen endlich über die Zeit in einem Kinderheim der evangelischen Kirche zu sprechen. Sie und Paul sind eingeladen worden, vor dem Runden Tisch im Bundestag darüber zu berichten, was sie dort erleiden mussten. Für beide ist es auch ein Wiedersehen nach langer Zeit, denn nach ihrer kurzen Liebe hatten sie den Kontakt zueinander verloren.
1964: Weil ihre alleinerziehende Mutter schwer erkrankt, kommt die sechzehnjährige Luisa ins Kinderheim. Dort werden alle Kinder und Jugendlichen nur als Nummern angesprochen, Luisa wird Nr. 84. Wie alle dort wird sie geschlagen, gedemütigt und drangsaliert. Der gleichaltrige Paul fällt ihr auf, als er am ersten Tag nach seiner Ankunft das Vaterunser vorbeten soll. Neben ihm steht der Pfarrer bereit, um jeden Fehler oder Versprecher mit Schlägen auf die Hände zu ahnden. Paul stottert.
Alle Insassen müssen schwere Arbeit verrichten, die Mädchen in der Mangelstube, Garten , Küche oder beim Putzen, die Jungen in den Werkstätten. Ständig werden sie von den Schwestern überwacht und gemaßregelt. Als die Leiterin des Heims, Schwester Elisabeth, in die Mangelstube kommt, um Luisa zu begrüßen, traut sich das Mädchen, eine Frage zu stellen: wann sie wieder zur Schule gehen dürfe, ihre Lehrerin glaube, dass sie das Abitur schaffen könne. Die Antwort der Schwester zerstört all ihre Hoffnungen. Die Mädchen seien dazu bestimmt, einen Mann zu finden, ihn und die Kinder zu umsorgen und den Haushalt zu führen. Dazu brauche sie kein Abitur.
Kurze Zeit später kommt die Diplompädagogin Jana Michels in das Heim, um im Rahmen eines Forschungsprojekts über die Zusammenarbeit von Jugendämtern und Kirchen eine Arbeit über die Entwicklung der diakonischen Jugendheime in Deutschland zu schreiben und Vorschläge zur Verbesserung zu machen. Nach zähen Gesprächen mit der Anstaltsleitung erreicht sie, dass die Jugendlichen nach dem Besuch des Bischofs eine Stunde Zeit für sich erhalten, ohne Überwachung. Paul und Luisa nutzen die Gelegenheit, um zu fliehen. Sie brechen in ein Bauernhaus ein, holen neue Kleider und essen etwas. Mit einem Mofa können sie dem zurückkehrenden Bauern entkommen, werden aber bald von der Polizei eingeholt und wieder ins Heim gebracht. Nach ihren Erfahrungen dort sind sie sicher, brutal bestraft zu werden.
Luisa stürzt sich aus dem Fenster, überlebt aber und kommt ins Krankenhaus. Sie hat Glück und muss dank Janas Bemühungen nicht mehr ins Heim zurückkehren. Paul dagegen wird in ein Straflager geschickt, wo er zwei Jahre lang hart arbeiten muss, bis er nicht mehr „von Nutzen“ ist und wieder ins Kinderheim zurückgeschickt wird.

## Rezeption
„Was man bisher nur aus abstrakten Erzählungen kannte, macht der Film emotional erfahrbar: Wie eine Gefangene wird Luisa herumkommandiert, ihr Haar wird geschoren, selbst ihre Identität wird ihr geraubt: Sie ist nicht mehr Luisa, sie ist nur noch eine Nummer. Beschwert sie sich, wird sie gemaßregelt, begehrt sie gegen Ungerechtigkeit auf, wird sie geschlagen. Die verliebten Blicke der Teenagerin, die sie dem Jungen Paul zuwirft, werden argwöhnisch von den verhärmten Schwestern registriert, Sexualität ist verboten, Freiheit ist verboten, Spaß ist verboten, alles ist verboten. Das Heim ist ein Gefängnis.[…]
Die ehemaligen Heimkinder werden als Erwachsene dargestellt von Senta Berger und Matthias Habich – und diese Besetzung ist ausgezeichnet.
Nicht nur, weil beide hervorragende Schauspieler sind und in der Lage, den naturgemäß etwas hölzernen Szenen vor dem Parlamentsausschuss Leben einzuhauchen. Sondern vor allem auch, weil die über viele Jahre stimm- und rechtlosen Heiminsassen, die vor Scham geschwiegen haben über ihr Schicksal, so ihrer Opferrolle entkommen. Zwei der besten deutschen Schauspieler spielen die Heiminsassen – das sind keine kaputten Existenzen, sondern Stars. ‚Und alle haben geschwiegen‘ gibt den Opfern zurück, was ihnen im Heim geraubt wurde: Ihre Würde“. (Stefan Kuzmany auf Spiegel.de)
„Regisseur Dror Zahavi hat sich an das düstere Thema gewagt: das Versagen der deutschen Nachkriegspädagogik. Er beschönigt nichts, kommt ohne Voyeurismus aus: Nicht alle Schwestern sind Unmenschen, aber das System begünstigt die, denen das Quälen Spaß bereitet. Ein sehenswerter Film.“ (Monika Maier-Albang auf sueddeutsche.de)